# Commelina singularis
Commelina singularis är en himmelsblomsväxtart som beskrevs av Vell. Commelina singularis ingår i släktet himmelsblommor, och familjen himmelsblomsväxter. Inga underarter finns listade.